# Body Double
Pour plus de détails, voir Fiche technique et Distribution.
Body Double est un film américain réalisé par Brian De Palma et sorti en 1984.
Thriller érotique, le film est également un hommage, voire un pastiche ou une parodie, de nombreux films d'Alfred Hitchcock, en particulier Sueurs froides, Fenêtre sur cour et Le crime était presque parfait. Incompris et mal aimé à sa sortie, Body Double a depuis conquis le statut de film culte et est considéré comme l'un des meilleurs de son auteur.

## Synopsis

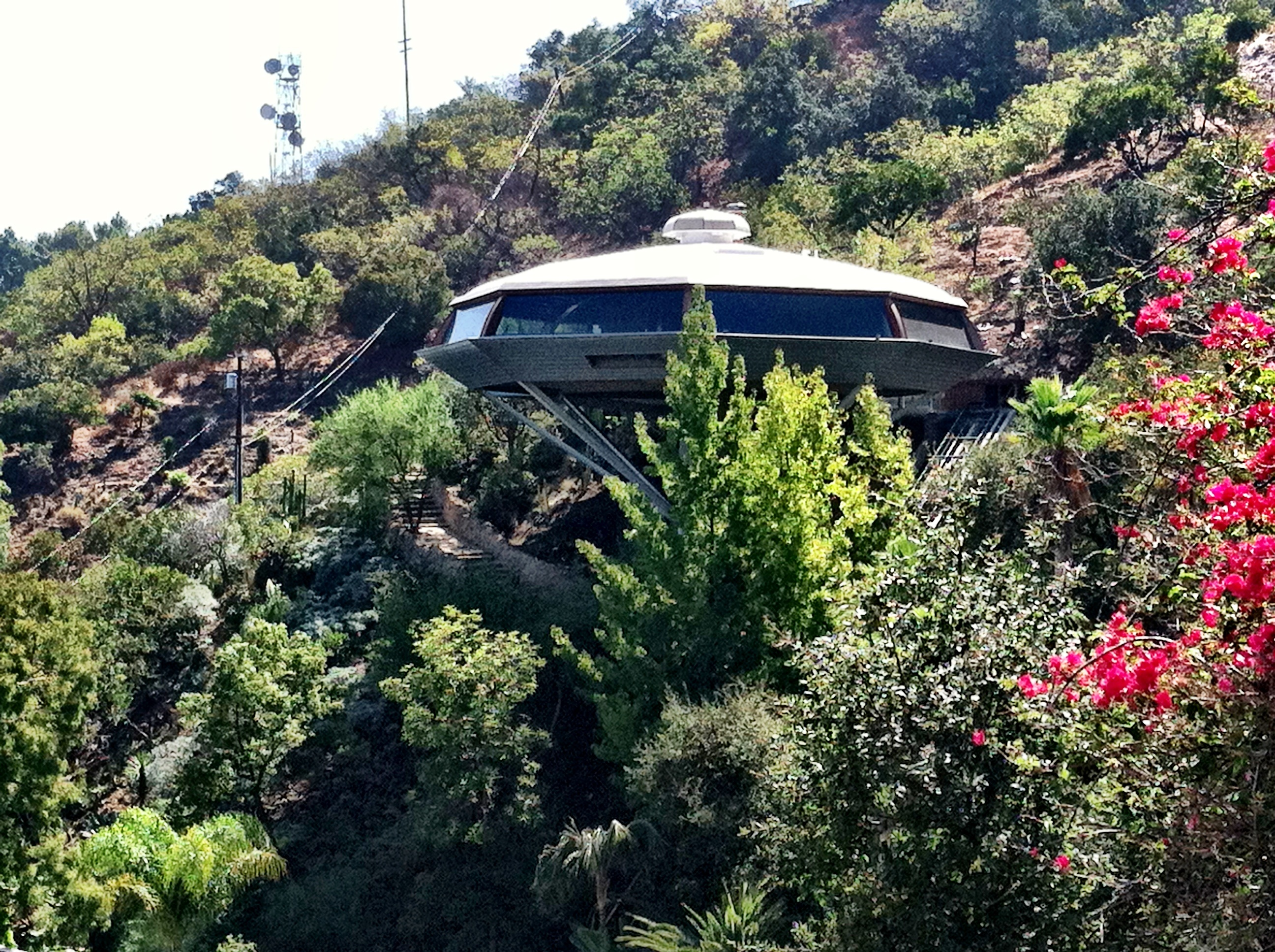
La Chemosphere.

Alors qu'il interprète un vampire, Jake Scully ne parvient pas à sortir de son cercueil : cet acteur de « séries Z » est claustrophobe. Son réalisateur le somme de rentrer se reposer. Il rentre chez lui et trouve sa fiancée au lit avec un homme. Obligé de quitter le domicile de sa fiancée, il accepte l'offre de Sam, un acteur avec qui il a lié connaissance lors d'une audition : garder la belle maison circulaire sur les hauteurs de Los Angeles (la Chemosphere) qu'il garde lui-même pour un riche ami voyageant en Europe. Sam lui dévoile son activité favorite : observer avec une longue-vue sa voisine en contrebas, qui chaque soir se met en scène dans son appartement. Le lendemain soir, Jake épie la jeune femme et découvre qu'il n'est pas le seul à regarder le spectacle.
Un mystérieux Indien épie lui aussi. Plus tard dans la soirée, Jake voit aussi le mari de sa voisine se disputer avec elle et la frapper avant de partir. Le lendemain, Jake croise la jeune femme en voiture. Elle est suivie par l'Indien. Jake la suit à son tour jusqu'à un centre commercial. Elle a rendez-vous avec son amant dans un hôtel en bord de mer et s'achète de la lingerie pour l'occasion. Jake essaie de lui parler mais victime de sa claustrophobie dans un ascenseur, il échoue. Elle reprend sa voiture et dépose la culotte qu'elle vient d'acheter dans une poubelle. Jake la récupère et continue de filer sa voisine. Il la retrouve sur une plage. L'Indien est toujours là. Elle est au téléphone, son amant ne viendra pas. Jake l'aborde enfin. Elle a vu qu'il la suivait… À cet instant, l'Indien dérobe son sac. Jake le poursuit jusqu'à l'entrée d'un tunnel, mais à l'intérieur, il est de nouveau paralysé. Il perçoit l'Indien prendre quelque chose dans son sac, et part en courant. Jake rassemble les affaires de la jeune femme, et découvre son identité : Gloria Revelle. La jeune femme arrive en courant, et découvre Jake prostré dos au mur et l'aide à sortir. Gloria tente de savoir pourquoi il la suit. Ne sachant quoi répondre, Jake l'embrasse langoureusement. Le soir venu, Jake essaie de téléphoner à Gloria sans se décider. Il regarde par son télescope ce qui se passe chez elle. Il voit que l'Indien est entré chez Gloria et vide le coffre qui est dans sa chambre. Gloria rentre. Jake lui téléphone, il a juste le temps de la prévenir avant que l'Indien ne tente de l'étrangler avec le fil du téléphone. Jake se précipite chez Gloria. Malheureusement, il arrive trop tard. Attaqué par le chien de Gloria, un énorme berger suisse, il ne peut la sauver.
Interrogé par la police, Jake fait un piètre témoin. Voyeur avec une culotte dépassant de sa poche, il se fait houspiller par l'inspecteur chargé de l'enquête. Celui-ci apprend à Jake que Gloria était riche et qu'on soupçonne le mari, Alexander Revelle, mais avec le témoignage de Jake il est disculpé.

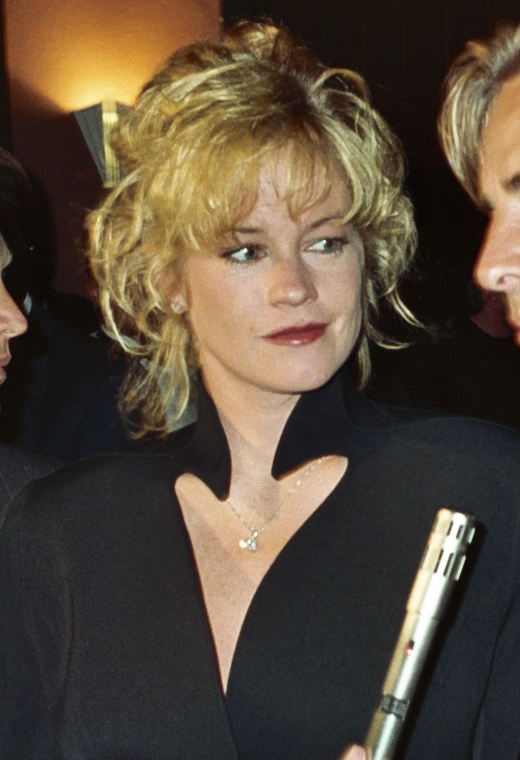
Melanie Griffith en 1990.

Un soir alors qu'il regarde une émission pornographique à la télé, il reconnaît dans la gestuelle de l'actrice Holly Body la chorégraphie du strip-tease de Gloria. Pour interroger l'actrice, Jake passe une audition pour un film pornographique avec elle. Il la ramène à la maison sur les hauteurs de la ville, où Holly lui avoue avoir été engagée pour faire un strip-tease dans la maison de Gloria. Sam téléphone. Jake fait écouter la voix de celui-ci à Holly, qu'elle reconnaît comme étant celle de l'homme qui l'a engagée. Puis elle s'en va, irritée par les mensonges de Jake. Sam n'a en réalité pas cessé de les observer. Jake appelle la police mais reste toujours peu crédible. Il décide de se rendre au commissariat. Arrêté à un barrage de police, il voit l'Indien assommer Holly dans une voiture en avant de la file. Il le suit jusqu'à un réservoir surplombant Los Angeles. L'Indien est en train de creuser une tombe. Dans la voiture, le chien de Gloria se met à aboyer, dévoilant la présence de Jake. Il se bat avec l'Indien et découvre que c'est un déguisement. L'Indien est en réalité Sam, alias Alexander Revelle. Revelle jette Jake dans la tombe qu'il vient de creuser. Jake est paralysé par sa claustrophobie. Revelle lui dévoile alors la machination. Il a utilisé la claustrophobie de Jake pour monter cette machination et se fabriquer un alibi avec le personnage de l'Indien, lui permettant de tuer Gloria. Jake, paralysé, revit alors la scène du début. Il se voit coincé dans le cercueil du vampire sanglant, incapable d'en sortir. Mais cette fois il décide de se battre : il se lève de la tombe et affronte Alexander. Le chien s'échappe de la voiture. Il se jette sur les deux hommes et fait tomber Alexander dans le canal du réservoir en tombant avec lui.
Finalement, Jake poursuit le tournage du film de vampire, avec une scène où il vampirise une femme nue dans sa douche. Le metteur en scène dit « coupez » lorsque Jake plante ses dents dans la jugulaire et caresse le sein de sa victime. On remplace la jeune première par une body double (une doublure pour le corps) et on met en place un plan rapproché poitrine.

## Fiche technique
Sauf indication contraire, les informations mentionnées dans cette section peuvent être confirmées par la base de données cinématographiques IMDb,  présente dans la section « Liens externes ».
- Titre original et français : Body Double
- Réalisation : Brian De Palma
- Scénario : Robert J. Avrech et Brian De Palma
- Musique : Pino Donaggio
- Photographie : Stephen H. Burum
- Montage : Gerald B. Greenberg et Bill Pankow
- Décors : Ida Random (en)
- Costumes : Gloria Gresham
- Production : Brian De Palma et Howard Gottfried
- Sociétés de production : Columbia Pictures et Delphi II Productions
- Sociétés de distribution : Columbia Pictures (États-Unis), Warner-Columbia Film (France)
- Budget : 10 millions de dollars[1]
- Pays de production :  États-Unis
- Langue originale : anglais
- Format : couleurs - 1,85:1 - 35 mm - son Dolby
- Genre : thriller érotique
- Durée : 114 minutes
- Dates de sortie[2] :
  - États-Unis : 26 octobre 1984
  - France : 20 février 1985
- Film interdit aux moins de 12 ans lors de sa sortie en France

## Distribution
Sauf indication contraire, les informations mentionnées dans cette section peuvent être confirmées par la base de données cinématographiques IMDb,  présente dans la section « Liens externes ».
- Craig Wasson (VF : Hervé Bellon) : Jake Scully
- Melanie Griffith (VF : Élisabeth Wiener) : Holly Body
- Gregg Henry (VF : Patrick Floersheim) : Sam Bouchard
- Deborah Shelton (VO : Helen Shaver)[3] : Gloria Revelle
- Guy Boyd (VF : Marc de Georgi) : le détective Jim McLean
- Dennis Franz (VF : Jacques Ferrière) : Jon Rubin, un réalisateur
- David Haskell (VF : Michel Papineschi) : Will, le professeur
- Rebecca Stanley : Kimberly Hess
- Al Israel : Corso, un réalisateur
- Douglas Warhit : le vendeur de vidéos
- B.J. Jones : Douglas
- Russ Marin (en) : Frank
- Lane Davies : Billy
- Barbara Crampton : Carol
- Monte Landis : Sid Goldberg
- Slavitza Jovan : une vendeuse
- Cara Lott : une fille dans la salle de bain
- Steven Bauer : l'assistant-réalisateur de Holly Does Hollywood (non crédité)
- Brinke Stevens : une fille dans la salle de bain (non créditée)
- Annette Haven : une doublure (non créditée)
- Darcy DeMoss : une doublure (non créditée)

## Production

### Genèse et scénario
L'idée de départ du film est calquée sur celle de Sueurs froides d'Alfred Hitchcock, un des films préférés de Brian De Palma : le personnage principal observe quelqu'un et tient « pour argent comptant » ses actes, sans se douter qu'elle joue un rôle pour le faire entrer dans une manipulation. Cette idée vient à Brian De Palma alors qu'il habite à New York dans un appartement d'où il peut facilement voir ses vis-à-vis et imagine ce qui se passerait s'il « montait un bateau » grâce à cela. L'idée du voyeurisme mis en scène est déjà présente dans son film Hi, Mom! (1970) dans lequel Jon Rubin (incarné par Robert De Niro) pratique ce qu'il nomme du peep-art. Pour créer un équivalent au vertige subi par Scottie, le héros de Sueurs froides, Brian De Palma pense immédiatement à faire de Scully un claustrophobe. Son ex-femme, l'actrice Nancy Allen souffre de claustrophobie et avait d'ailleurs fait une énorme crise sur le tournage de leur film Blow Out (1981). De plus, il avait eu l'idée d'une intrigue autour d'une doublure après en avoir utilisée une pour doubler Angie Dickinson dans une scène de nu dans Pulsions (1980).
Si le réalisateur s'inspire d'Alfred Hitchcock, le film arrive dans sa carrière à un moment où il estime avoir appris tout ce qu'il pouvait en s'inspirant de ce maître et avoir créé son propre style. Il se sent arrivé à la fin d'un cycle formé de films d'inspiration hitchcockienne, tels qu’Obsession, Pulsions et Blow Out, cycle qu'il ne juge pas profitable de poursuivre. Il n'écrit donc qu'un traitement du scénario, pensant le produire et en confier la réalisation à un jeune réalisateur, Ken Wiederhorn, dont il a beaucoup apprécié le film Appels au meurtre (Eyes of a Stranger). Ken Wiederhorn fait venir sur le film le scénariste Robert J. Avrech (en). Mais la Columbia Pictures oblige Brian De Palma à mettre fin à la collaboration avec Ken Wiederhorn, car elle n'accepte de financer le film que s'il le réalise lui-même.
Par la suite, si la structure du film reste celle du premier traitement de Brian De Palma, il déplace l'action du film de New York, où elle était prévue dans le scénario de Robert J. Avrech, à la Californie. Il modifie aussi beaucoup le personnage d'Holly Body. À cause de l'aspect sexuel de certaines séquences, il lui est en effet difficile de trouver une actrice pour jouer le rôle et il finit par envisager de prendre une véritable actrice de films pornographiques. Après avoir vu beaucoup de films pornographiques, il arrête son choix sur Annette Haven qui l'impressionne par son tempérament : dans les scènes de jeu de ces films sans scénario véritable il faut souvent improviser, ce en quoi elle est très douée. Après leur première rencontre, il sait qu'il a « trouvé [son] personnage. » Il passe beaucoup de temps à parler avec elle et à la filmer en vidéo, notamment pour des scènes qui seront rejouées dans le film par Melanie Griffith et c'est à partir de ce travail avec Haven que le personnage d'Holly Body prend véritablement forme.
Les déboires de Jake Scully en tant que comédien sont inspirés de la connaissance qu'a Brian De Palma du milieu des acteurs. Il a en effet, à ses débuts, beaucoup fréquenté le milieu des films à petit budget et rencontré des producteurs de films érotiques. La séquence où Scully est poussé dans ses limites par un professeur d'art dramatique vient d'un événement dont le réalisateur a été témoin. S'il juge que la méthode de l’Actors Studio peut être profitable à un acteur, il a pu constater qu'appliquée par de mauvais professeurs, elle peut être mal utilisée, poussée « à un degré absurde, pour faire souffrir les gens, les manipuler et avoir du pouvoir sur eux. » Le jeu de la sardine que se remémore Jake Scully dans cette séquence est une variante de la partie de cache-cache où un enfant se cache et où plusieurs autres doivent le chercher. C'est un jeu que Brian De Palma a pratiqué, notamment à l'université avec une de ses amoureuses. Il y avait déjà fait une allusion dans un scénario adapté de L'Homme démoli d'Alfred Bester qu'il aurait dû tourner dans la deuxième moitié des années 1970, après Carrie au bal du diable (1976).
La rencontre avec Annette Haven a aussi permis à Brian De Palma de découvrir le milieu de la pornographie, où il a rencontré « des gens très amusants » dotés de beaucoup de recul sur leur activité qui ont constitué une autre inspiration pour Body Double.
Le meurtre à la perceuse reprend une idée que Brian De Palma a eue pour son film Sœurs de sang (1973) : il souhaitait qu'une personne tente d'en tuer une autre avec un couteau électrique et que la prise se débranche. Souhaitant que la vrille transperce le plafond afin que Scully puisse la voir apparaitre, il a choisi la mèche la plus longue possible. Il a hésité avant de mettre cette scène dans le scénario car il savait qu'elle lui poserait des problèmes avec les organismes de classification des films et la critique mais il a choisi de la faire quand même car il voulait faire un film d'horreur « le plus efficace possible ».

### Attribution des rôles
Finalement, Brian De Palma décide de ne pas faire jouer l'actrice pornographique Annette Haven car elle n'arrive à jouer « ni la séduction ni la provocation » et n'a plus rien de « sexy » quand il la filme. Elle racontera plus tard qu'elle est heureuse d'une telle décision, puisqu'elle n'aimait de toute façon pas le scénario et n'aurait pas aimé apparaître dans un film d'une telle violence. Le rôle a également été refusé pour diverses raisons par Tatum O'Neal, Jamie Lee Curtis, Carrie Fisher, Brooke Shields ou encore Linda Hamilton. C'est Melanie Griffith qui hérite du rôle et collabore pour la première fois avec De Palma. Le fait qu'elle soit la fille de l'actrice « hitchcockienne » Tippi Hedren ne serait qu'une coïncidence : il s'agit tout simplement de la seule actrice à avoir accepté le rôle. Ils se retrouveront en 1990 sur Le Bûcher des vanités.
Le rôle principal est tenu par Craig Wasson, un comédien que Brian De Palma appréciait depuis longtemps, notamment pour ses rôles dans Georgia (1981), Le Fantôme de Milburn (1981) et dans la série Skag (en). Il lui fait passer une audition où l'acteur « dépasse toutes [ses] espérances ».
Ce film marque la 5e et dernière collaboration entre Brian De Palma et l'acteur Dennis Franz, après Furie, Pulsions (1980), Blow Out (1981) et Scarface (1983). L'acteur avoue que pour son rôle dans Body Double, il s'est en partie inspiré de Brian De Palma.

### Tournage
Le tournage se déroule du 8 février 1984 au 18 avril 1984 à Beverly Hills, Long Beach, Los Angeles, péninsule de Palos Verdes et West Hollywood. La maison d'où Jake observe l'appartement de Gloria est la Chemosphere, une maison d'architecte qui existe réellement.
Le clip de la chanson Relax de Frankie Goes to Hollywood durant lequel Jake rencontre Holly devait être le véritable clip de ce morceau. C'est Brian De Palma, qui est aussi le producteur du film, qui a cette idée de clip en rapport avec la pornographie. Le clip devait être exploité sur la chaîne musicale MTV et servir ainsi à la promotion du film. Le groupe Frankie Goes to Hollywood, d'abord convaincu, n'aime finalement pas le clip et choisit d'en faire réaliser un autre. Le clip est tourné des mois après le reste du film, de manière à être intégré dans le film déjà monté.

## Musique
Le film contient le titre Relax de Frankie Goes to Hollywood, groupe qui apparait dans le film, ainsi que That's the Way (I Like It) de KC and the Sunshine Band.

### Bande originale
La bande originale a été composée par Pino Donaggio, qui avait déjà collaboré avec Brian De Palma sur Carrie au bal du diable (1976), Home Movies (1980), Blow Out, Pulsions (1981). Ils retravailleront ensemble pour et L'Esprit de Caïn (1992) et Passion (2013).
Liste des titres
1. Vampire's Ceremony (02:36)
2. It's A Chance - Main Title (01:46)
3. Bad Girl; Loneliness (01:53)
4. Childhood Memories (02:01)
5. I Was Looking for You (02:54)
6. Bar Meet (02:49)
7. Telescope (03:39)
8. The Driveway (02:12)
9. The Rodeo Collection (04:57)
10. The Elevator Claustrophobia (01:06)
11. Rendezvous; Purse Grab; Tunnel Claustrophobia (08:21)
12. Reckless Love (02:03)
13. The Big Drill (08:19)
14. Remembering Gloria (00:47)
15. Pleasure Road (02:47)
16. Peach Flower (02:38)
17. Detective McClane, Please! (04:31)
18. At Night on Mulholland Drive; A Grave for Holly (04:34)
19. Terror in the Grave (03:58)
20. Phobia Release; The Fake Movie Bat (02:11)
21. Body Double End Titles (01:57)

## Distinctions
Source : Internet Movie Database

### Récompense
- National Society of Film Critics Awards 1985 : meilleur second rôle féminin pour Melanie Griffith

### Nominations
- New York Film Critics Circle Awards 1984 : meilleur second rôle féminin pour Melanie Griffith
- Golden Globes 1985 : meilleur second rôle féminin pour Melanie Griffith

## Accueil

### Accueil critique
Lors de sa sortie (comme souvent pour les films de De Palma), le film est un échec critique aux États-Unis. Les critiques ne comprennent pas la démarche du réalisateur (voir analyse) et le film est pris au premier degré. Brian De Palma est par ailleurs nommé aux Razzie Awards.
En France, Jean Douchet et d'autres critiques des Cahiers du cinéma participent (déjà à l'époque), à la revalorisation du cinéaste et à faire la lumière sur sa démarche et sur ses sous-textes.
En 2001, Brian De Palma se montre lui-même assez critique avec son propre film, estimant que s'y trouvent « beaucoup de choses qui ne fonctionnent pas. » Le choix de la claustrophobie comme équivalent du vertige présent dans Sueurs froides en est une : s'il suffit de filmer un plan subjectif en hauteur pour faire passer au spectateur l'idée du vertige, il est très difficile de lui communiquer celle de la claustrophobie : le spectateur de cinéma est en effet enfermé dans une salle, ce qui est déjà une situation de claustrophobie.

### Box-office
Le film n'est pas un succès en salles. Il ne totalise qu'un peu plus de 8 millions de dollars de recettes sur le sol américain. En France, il rassemble 426 622 spectateurs.

## Analyse
Body Double est l'un des films les plus adulés et controversés de Brian De Palma. Malgré son échec en salle, il a depuis conquis un certain nombre de fans notamment grâce au roman American Psycho de Brett Easton Ellis, dont le personnage principal Patrick Bateman est fasciné par le film.
Le canevas scénaristique de Body Double se fonde sur le mélange de deux films hitchcockiens : Fenêtre sur cour (l'homme qui épie sa voisine) et Sueurs froides (Vertigo) (la femme morte qui revient). Ceci est très schématique, voire vulgarisant ; mais telle est la démarche du cinéaste avec ce film ; vulgariser Hitchcock.
Après avoir tenté une relecture commentée de Sueurs froides (avec Obsession), puis une variation autour de plusieurs scènes (avec Pulsions), Brian De Palma va au bout de sa démarche avec Body Double. En effet, avec ce film, le cinéaste opte pour le sacrilège ultime ; démystifier Sueurs froides. Tenter de rendre explicite l'implicite et proposer ainsi une version outrancière, souvent à la limite du parodique. Avec ce film, Brian De Palma tente de s'exorciser de l'emprise d'Alfred Hitchcock. Pour ce faire, il doit salir l'œuvre d'origine, Sueurs froides (qui reste source principale du film).
À titre d'exemples : 
- Madeleine (le personnage de Sueurs froides) était romantique/érotique et mystérieuse, alors que Gloria Revelle (personnage de Body Double) n'est plus dans l'érotisme, mais dans le domaine pornographique (rappelons que c'est en se masturbant que Jake Scully la découvre/notons aussi qu'Holly Body vient du milieu du porno).

Alfred Hitchcock ne filmait pas la mort de Madeleine (Kim Novak) afin de préserver la grâce de son personnage ; ici Brian De Palma filme de manière outrancière la mort de son héroïne et n'hésite pas à montrer aux spectateurs cette démystification (usage d'une arme du crime limite grotesque/étirement parodique du temps).
Body Double est donc une sorte d'adieu pour De Palma. Adieu à cette période hitchcockienne (débutée en 1973 avec Sœurs de sang), mais pas tout à fait, puisque le cinéaste reviendra aux œuvres d'Alfred Hitchcock à maintes reprises (Outrages, L'Impasse, Mission impossible), mais de façon plus souterraine.

## Autour du film
- Le personnage principal, Jake Scully, est acteur. Dans une scène, un officier de police lui demande ce qu'il a déjà tourné, et ce dernier répond qu'il était assez bon dans Pour l'amour du risque. Craig Wasson, l'acteur qui interprète Jake Scully, a réellement tourné en 1979 dans un épisode de cette série intitulé Le Cousin de Jennifer.
- Le chien qui apparait dans le film est le même que celui qui tient le rôle du chien tueur de noirs dans Dressé pour tuer de Samuel Fuller[9].
- Dennis Franz, qui a joué dans plusieurs films de Brian De Palma, incarne ici le réalisateur Jon Rubin. Robert De Niro incarnait un apprenti réalisateur du même nom dans deux précédents films du réalisateur : Greetings (1968) et Hi, Mom! (1970).
- En 1993, Ashutosh Gowariker réalise Pehla Nasha, un remake indien non officiel de Body Double.